# Lancia Lybra
1,8 16V бензин (бензин, 4 циліндри)

2,0 20V бензин (бензин, 5 циліндрів)

2,4 20V бензин (тільки в версії Protecta)

1,9 JTD (дизель, 4 циліндри)
Lancia Lybra (заводська назва Type 839) — компактний автомобіль бізнес-класу, що вироблявся італійською компанією Fiat під маркою Lancia з 1999 по 2005 роки. Всього було вироблено 164660 автомобілів.
Модель була створена, щоб замінити попередню модель в лінійці Lancia Dedra, яка використовувала платформу Tipo 2 evolution 3, розроблену для Alfa Romeo 156, але з іншою та більш комфортною підвіскою.

## Опис

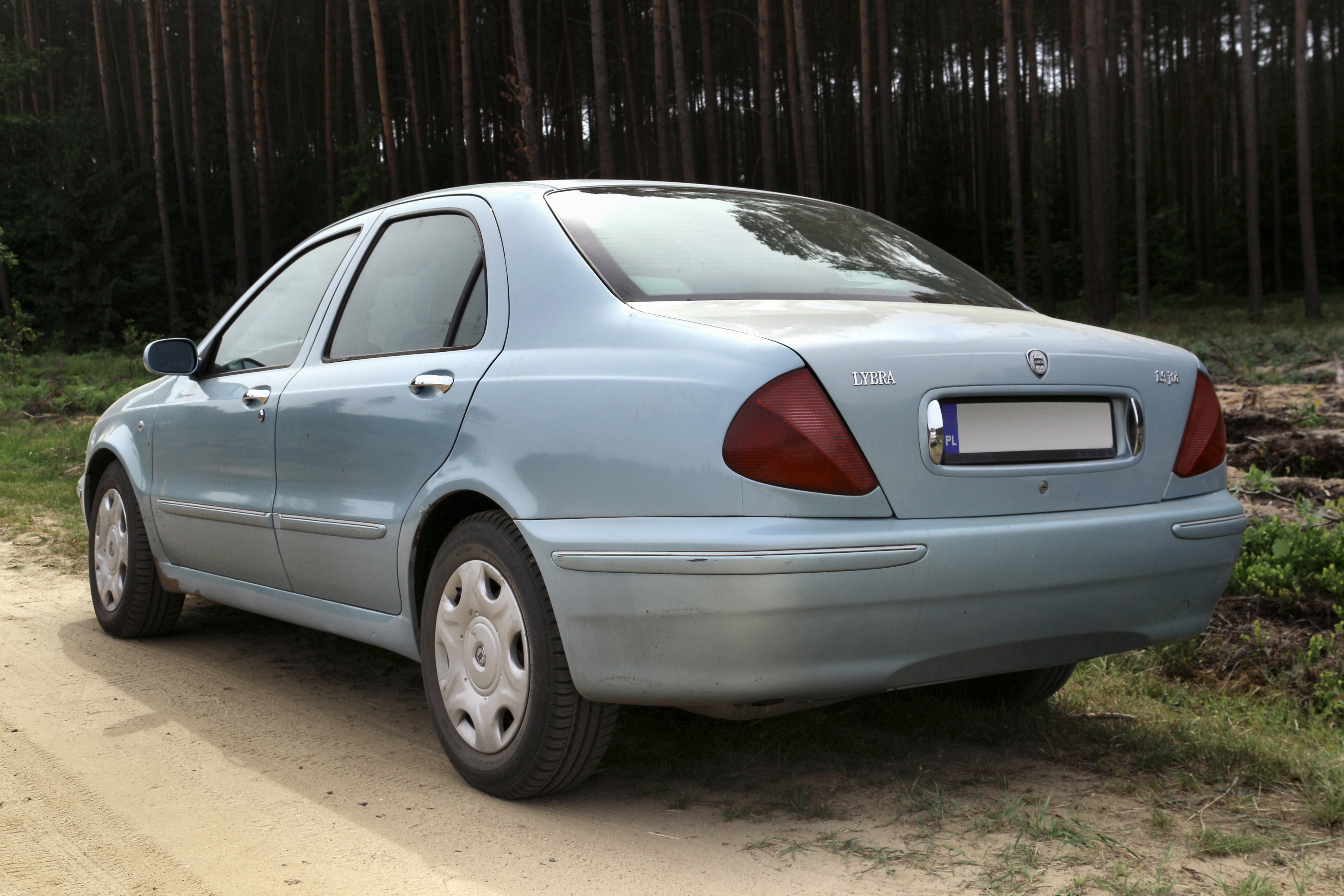
Lancia Lybra (седан)

Автомобіль дебютував у березні 1999 року і надійшов у продаж у вересні того ж року.
Lancia Lybra була доступна з самого початку в двох версіях: седан та універсал. Виробництво автомобіля почалося на конвеєрах заводу FIAT в Рівальті, а після його закриття і продажу в 2002 році, збірка продовжилася на заводі FIAT в Мірафіорі.

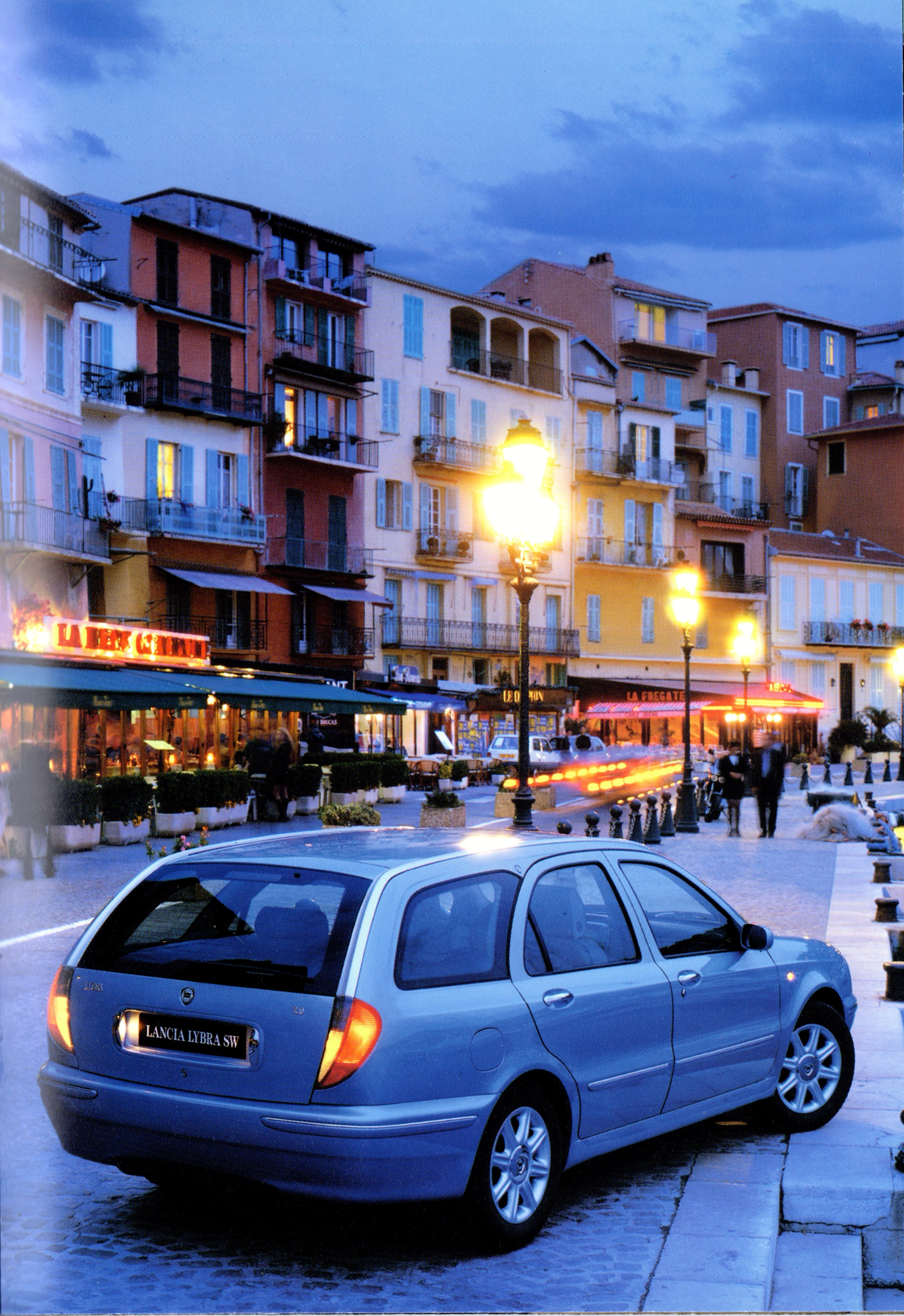
Lancia Lybra SW (універсал)

Назву моделі можна розглядати як відсилання до знаку зодіаку Терези (з латинської мови). Це говорило про закінчення епохи іменувань Lancia, які використовували грецькі літери в назвах моделей.
Для серії рекламних роликів автомобіля Lancia Lybra знявся відомий американський актор Гаррісон Форд, який зіграв заможного багатія.
У липні 2006 року китайський автовиробник Zotye підписав угоду з Fiat про придбання ліцензії на виробництво Lybra в кузовах седан та універсал (з двигуном 1.6). Компанія Zotye планувала випускати автомобіль у Китаї, змінивши трохи його зовнішній вигляд та назву. Збирати його хотіли із кузовів та всіх компонентів, надісланих з Італії. Але після презентації в Китаї в 2007 році і після погодження, отриманого від Міністерства транспорту Китаю, проект був скасований. Ймовірна причина була пов'язана з високими витратами на виробництво: імпорт компонентів з Італії та роботи з  дизайном автомобіля коштували чимало. Тому важко було конкурувати з дешевими китайськими автомобілями.

## Стиль

### Екстер'єр
Зовнішній стиль — явний відхід від прямокутних форм, популярних у 80-90-х роках. Дизайн Lybra навіяний моделями 1950-х років, такими як Lancia Aurelia і Appia з круглими і виступаючими фарами.

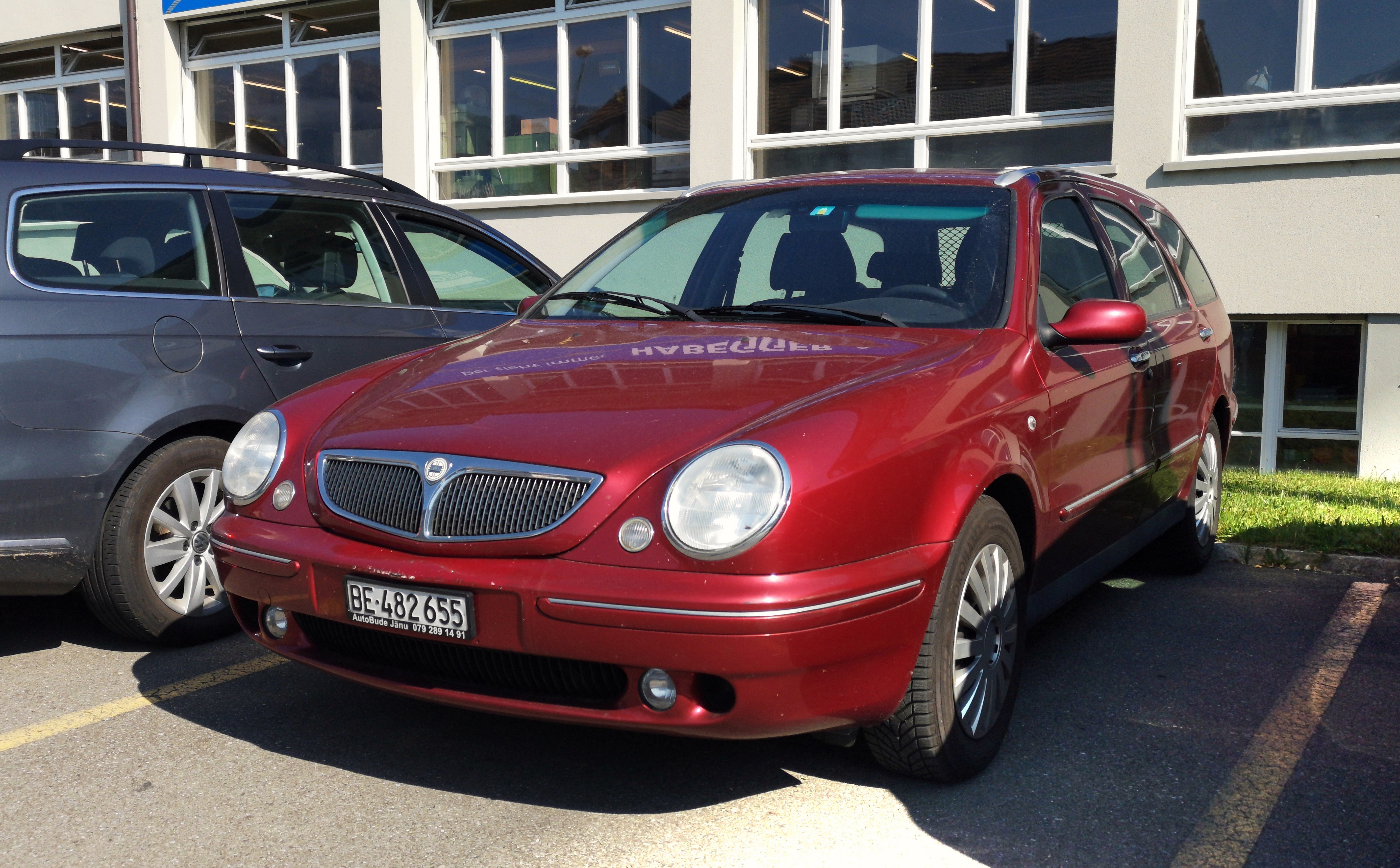
Lancia Lybra SW (універсал) в м. Тун, Швейцарія

Дизайн Lybra вперше був розроблений у власному дизайн-центрі Centro Stile Lancia, на відміну від попередніх моделей Lancia, дизайн яких замовляли у сторонніх дизайнерських студій. Почав розробку дизайну моделі Енріко Фуміа в 1992 році, а після його відходу з Centro Stile Lancia проект закінчив Майкл Робінсон.
Коефіцієнт аеродинамічного опору Сх у седана був 0,31.

### Інтер'єр
Дизайн інтер’єру розробив Флавіо Манцоні - відомий італійський архітектор та автомобільний дизайнер. Інтер’єр Lybra - це очевидний стрибок у якості в порівнянні з минулим: на додаток до стандартних тканин  можна вибрати тканини з алькантари або шкіри з різними кольорами (згодом до них приєднаються такі матеріали, як сухара, мадрас і комбінована шкіра/алькантара для версії Intensa ). Крім того, є вибір оздоблення салону: від найспортивнішого алюмінію до більш елегантного горіхового дерева. Завдяки цьому останньому доопрацюванню автомобіль набуває рівня седана вищого середнього класу.

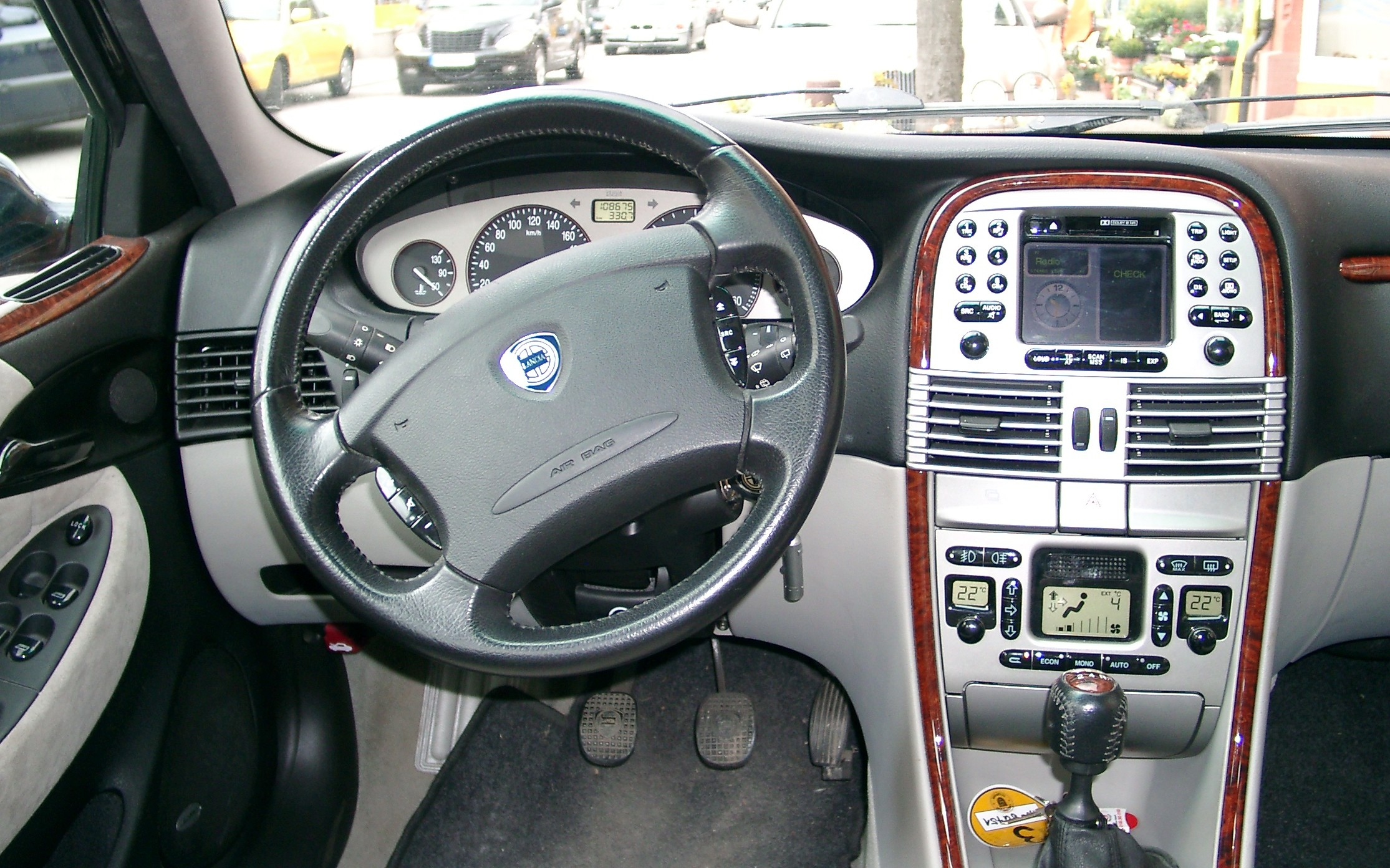
Lancia Lybra інтер'єр

Крім того, була представлена ефективна система Hi-Fi під назвою ICS, абревіатура від Integrated Control System. Вона ідеально інтегрована в центр панелі приладів, добре видима як водієм, так і іншими пасажирами автомобіля. ICS була розроблена в двох версіях: перша — виробництва Grundig, оснащена великим і чітким РК-дисплеєм, включаючи функції керування радіостанцією AM/FM з функцією RDS, вбудований аудіокасетний програвач та програвач на 6 компакт-дисків, розташований у багажнику. Крім функцій бортового комп'ютера, контролю витрати палива та інших, ця система також відповідає за підключення до мобільного телефону за допомогою оригінального комплекту Lancia. Також в автомобілі є антена для покращення прийому підключеного мобільного телефону. На додаток до вищезгаданих характеристик базової версії, друга версія ICS, створена спільно компаніями Becker та Siemens, також включає в себе розширені функції GPS-навігатора з чіткими голосовими командами і підключенням GSM телефону до гучного зв’язку. У другому випадку в багажник додається додатковий дисковід Becker, призначений для розміщення диска з картами для супутникового навігатора. В обох випадках встановлена аудіосистема Bose, оснащена динаміками спереду, ззаду і сабвуфером в багажнику.
Антена радіоприймача для частот AM/FM розташована всередині заднього скла (седан) або в лівому задньому склі (універсал). Антена на даху є вищезгадана GSM-антена.
Під системою ICS є два передніх вентиляційних отвори для системи кондиціонування повітря, висувний підстаканник та шухлядка для карток.
Двозонна система кондиціонування повітря повністю автоматична і контролює температуру, розподіл, швидкість потоку та якість повітря. Система має передні, бічні та нижні вентиляційні отвори для передніх пасажирів, а також центральний вихід і ще два під передніми сидіннями для задніх пасажирів. Обігрівач-кондиціонер має швидкість повітряного потоку 420 м²/год, а також функцію швидкого очищення вітрового скла від запотівання, яку можна активувати за допомогою спеціальної кнопки на 45 секунд. Якість повітря контролюється автоматично. При наявності високого рівня забруднення, датчик якості повітря (AQS) автоматично активує рециркуляцію. Версії автомобіля JTD також мають додаткову систему обігріву, здатну обігрівати салон і швидко очищати вітрове скло навіть при низьких температурах на вулиці.
У нижній частині центральної панелі знаходиться попільничка з розеткою на 12 В, а також невелика поличка, освітлену зеленим світлом.
Коли двері відкриваються, інтер’єр освітлюється за допомогою великого центрального стельового світильника та двох інших маленьких світлових точок для передніх пасажирів з поступовим вмиканням і вимиканням. За двома передніми козирками розташовані ще два світильника. І, нарешті, для передніх дверей, підсвічування в нижній частині дверей дозволяє бачити, куди ви ставите ноги. Усі двері зсередини мають невеликий світлодіод за кожною ручкою для відкривання, що дає змогу розпізнати ручку навіть вночі або тим, хто не знайомий з автомобілем.
Задні сидіння можна складати на 1/3 частину або 2/3. В спинку заднього сидіння вмонтований практичний підлокітник, якщо на задньому дивані всього 2 пасажири. Також можна отримати доступ до багажника за цим підлокітником.
Багажник, окрім основного простору, має два бокових відділення з дверцятами зліва та справа. Лівий відсік служить для розміщення програвача компакт-дисків (а також для дисководу навігатору, у випадку комплектування ним); у правому відділенні розташований сабвуфер Bose. У багажнику також є розетка на 12 В і два світильника, які вмикаються при відкриванні дверей багажника.

## Двигуни
| Версія двигуна  | Виробництво, роки        | Компоновка та паливо      | Робочий об'єм, cm³ | Потужність        | Конструкція ГРМ      | Макс. крут. момент, (Нм) |
| 1.6 16V         | 1999-2000                | 4 циліндри в ряд, бензин  | 1.581              | 76 kW (103 к.с.)  | 4 клапани на циліндр | 144                      |
| 1.6 16V         | 2000-2005                | 4 циліндри в ряд, бензин  | 1.596              | 76 kW (103 к.с.)  | 4 клапани на циліндр | 145                      |
| 1.8 16V         | 1999-2000                | 4 циліндри в ряд, бензин  | 1.747              | 96 kW (131 к.с.)  | 4 клапани на циліндр | 164                      |
| 1.8 16V         | 2000-2005                | 4 циліндри в ряд, бензин  | 1.747              | 96 kW (131 к.с.)  | 4 клапани на циліндр | 156                      |
| 2.0 20V         | 1999-2000                | 5 циліндрів в ряд, бензин | 1.998              | 113 kW (154 к.с.) | 4 клапани на циліндр | 186                      |
| 2.0 20V         | 2000-2005                | 5 циліндрів в ряд, бензин | 1.998              | 110 kW (150 к.с.) | 4 клапани на циліндр | 181                      |
| 2.4 20V         | тільки в версії Protecta | 5 циліндрів в ряд, бензин | 2.446              | 125 kW (170 к.с.) | 4 клапани на циліндр | 226                      |
| 1.9 JTD 8V 105  | 1999-2000                | 4 циліндри в ряд, дизель  | 1.910              | 77 kW (105 к.с.)  | 2 клапани на циліндр | 255                      |
| 1.9 JTD 8V 110  | 2000-2001                | 4 циліндри в ряд, дизель  | 1.910              | 81 kW (110 к.с.)  | 2 клапани на циліндр | 275                      |
| 1.9 JTD 8V 115  | 2001-2005                | 4 циліндри в ряд, дизель  | 1.910              | 85 kW (116 к.с.)  | 2 клапани на циліндр | 275                      |
| 2.4 JTD 10V 135 | 1999-2000                | 5 циліндрів в ряд, дизель | 2.387              | 100 kW (136 к.с.) | 2 клапани на циліндр | 304                      |
| 2.4 JTD 10V 140 | 2000-2002                | 5 циліндрів в ряд, дизель | 2.387              | 103 kW (140 к.с.) | 2 клапани на циліндр | 304                      |
| 2.4 JTD 10V 150 | 2002-2005                | 5 циліндрів в ряд, дизель | 2.387              | 110 kW (150 к.с.) | 2 клапани на циліндр | 308                      |

Двигуни, виробництва до 2000 року, відповідають вимогам стандарту Euro 2, а двигуни після 2000 року - стандарту Euro 3.
Всі двигуни оснащені турбіною, крім бензинового 1,6 16V.

## Трансмісія
Lancia Lybra є передньопривідний автомобіль із поперечно встановленим двигуном.
Всі модифікації були доступні з 5-ступінчастою механічною коробкою передач. На моделі з бензиновим двигуном 2.0 20v (ця модель означена словом Comfortronic) встановлена 4-ступінчаста автоматична коробка передач від компанії Aisin (але ця модифікація випускалась лише протягом півтора року).

## Підвіска
Lybra використовує передню підвіску типу McPherson та багатоважільну задню підвіску BLG («Bracci Longitudinali Guidati», що в перекладі з італійської означає «керовані поздовжні ричаги»).
Для універсала можна було замовити (як опцію) самовирівнюючу гідропневматичну задню підвіску Boge-Nivomat (принцип дії такої підвіски - ZF Nivomat Self leveling system. 2010.).
Стандартний розмір шин 195/65R15 та дисків 6Jx15H2. Опціонально могли бути встановлені шини розміром 205/60R16 з дисками 6Jx15H2-37.

## Гальмівна система
Автомобіль оснащений дисковими гальмами всіх колес (передні - вентильовані, крім моделі з двигуном 1,6). А також системами ABS та EBD (опціонально ASR).
Діаметр передніх дисків 284 мм (281 мм для моделі 1,6). Діаметр задніх дисків 251 мм.

## Рульове управління
Всі версії автомобіля оснащені рейковим механізмом з гідравлічним підсилювачем.
Діаметр розвороту 10,5 м (для версії з двигуном 2,0 - 10,9 м).

## Комплектації
| Комплектація              | Виробництво, роки | Розгін до 100 км/год, сек. | Змішана витрата палива, л/100 км | Макс. швидкість, км/год | Вартість,¹ євро |
| 1.6 16v                   | 08.1999-07.2001   | 11,3                       | 8,4                              | 185                     | 21759           |
| 1.6 16v SW²               | 08.1999-07.2001   | 11,9                       | 8,6                              | 185                     | 22893           |
| 1.6 16v LS Plus           | 10.2003-07.2005   | 11,3                       | 8,2                              | 185                     | 24600           |
| 1.6 16v LS Plus SW        | 10.2003-07.2005   | 11,9                       | 8,3                              | 185                     | 26000           |
| 1.8 16v                   | 08.1999-07.2001   | 10,3                       | 8,4                              | 201                     | 22666           |
| 1.8 16v LX                | 08.1999-07.2001   | 10,3                       | 8,4                              | 201                     | 25502           |
| 1.8 16v SW                | 08.1999-07.2001   | 10,7                       | 8,6                              | 201                     | 23801           |
| 1.8 16v LX SW             | 08.1999-07.2001   | 10,7                       | 8,6                              | 201                     | 26637           |
| 1.8 16v LS                | 07.2001-10.2003   | 10,3                       | 8,3                              | 201                     | 25250           |
| 1.8 16v LX                | 07.2001-07.2005   | 10,3                       | 8,3                              | 201                     | 27850           |
| 1.8 16v LS SW             | 07.2001-10.2003   | 10,7                       | 8,7                              | 201                     | 27850           |
| 1.8 16v LX SW             | 07.2001-07.2005   | 10,7                       | 8,7                              | 201                     | 29250           |
| 1.8 16v LS Plus           | 10.2003-07.2005   | 10,3                       | 8,3                              | 201                     | 26250           |
| 1.8 16v LS Plus SW        | 10.2003-07.2005   | 10,7                       | 8,7                              | 201                     | 27550           |
| 2.0 20v LX                | 08.1999-07.2001   | 9,6                        | 9,9                              | 210                     | 26886           |
| 2.0 20v LX SW             | 08.1999-07.2001   | 9,9                        | 10,0                             | 210                     | 28021           |
| 2.0 20v ComfortronicLX³   | 08.1999-01.2001   | 12,1                       | 10,4                             | 205                     | 27658           |
| 2.0 20v ComfortronicLX SW | 08.1999-01.2001   | 12,6                       | 10,5                             | 205                     | 28792           |
| 2.0 20v Emblema           | 01.2003-07.2005   | 9,6                        | 9,8                              | 210                     | 31550           |
| 2.0 20v Emblema SW        | 01.2003-07.2005   | 9,6                        | 9,8                              | 210                     | 32850           |
| 2.0 20v LX                | 07.2001-07.2005   | 9,6                        | 9,8                              | 210                     | 29650           |
| 2.0 20v LX SW             | 07.2001-07.2005   | 9,6                        | 9,8                              | 210                     | 31050           |
| 1.9 JTD                   | 08.1999-01.2001   | 11,3                       | 5,8                              | 185                     | 25389           |
| 1.9 JTD LX                | 08.1999-01.2001   | 11,3                       | 5,8                              | 185                     | 27885           |
| 1.9 JTD SW                | 08.1999-01.2001   | 11,9                       | 6,0                              | 185                     | 27885           |
| 1.9 JTD LX SW             | 08.1999-01.2001   | 11,9                       | 6,0                              | 185                     | 29019           |
| 1.9 JTD                   | 01.2001-07.2001   | 11,1                       | 5,9                              | 187                     | 29019           |
| 1.9 JTD LX                | 01.2001-07.2001   | 11,1                       | 5,9                              | 187                     | 29314           |
| 1.9 JTD SW                | 01.2001-07.2001   | 11,6                       | 6,1                              | 187                     | 27613           |
| 1.9 JTD LX SW             | 01.2001-07.2001   | 11,6                       | 6,1                              | 187                     | 30449           |
| 1.9 JTD LS                | 07.2001-10.2003   | 11,0                       | 5,9                              | 190                     | 29350           |
| 1.9 JTD LX                | 07.2001-07.2005   | 11,0                       | 5,9                              | 190                     | 31950           |
| 1.9 JTD LS SW             | 07.2001-10.2003   | 11,0                       | 6,1                              | 190                     | 30750           |
| 1.9 JTD LX SW             | 07.2001-07.2005   | 11,0                       | 6,1                              | 190                     | 33350           |
| 1.9 JTD Emblema           | 01.2003-07.2005   | 11,0                       | 5,9                              | 190                     | 33850           |
| 1.9 JTD Emblema SW        | 01.2003-07.2005   | 11,0                       | 6,1                              | 190                     | 35150           |
| 1.9 JTD LS Plus           | 10.2003-07.2005   | 11,0                       | 5,9                              | 190                     | 30350           |
| 1.9 JTD LS Plus SW        | 10.2003-07.2005   | 11,0                       | 6,1                              | 190                     | 31650           |
| 2.4 JTD LX                | 08.1999-07.2001   | 9,9                        | 6,7                              | 200                     | 31288           |
| 2.4 JTD LX SW             | 08.1999-07.2001   | 10,2                       | 6,9                              | 200                     | 32423           |
| 2.4 JTD LX                | 07.2001-05.2002   | 9,5                        | 6,7                              | 205                     | 33250           |
| 2.4 JTD LX SW             | 07.2001-05.2002   | 9,7                        | 6,9                              | 205                     | 34650           |
| 2.4 JTD LX                | 05.2002-10.2003   | 9,5                        | 6,7                              | 205                     | 34000           |
| 2.4 JTD LX SW             | 05.2002-10.2003   | 9,7                        | 6,9                              | 205                     | 35400           |
| 2.4 JTD Emblema           | 01.2003-07.2005   | 9,5                        | 6,7                              | 205                     | 36550           |
| 2.4 JTD Emblema SW        | 01.2003-07.2005   | 9,7                        | 6,9                              | 205                     | 37850           |

¹ Вартість модифікації вказана на момент початку випуску
² SW позначено кузов "універсал"
³ Comfortronic означає, що авто укомплектовано автоматичною КПП виробництва компанії Aisin

### Обмежені серії

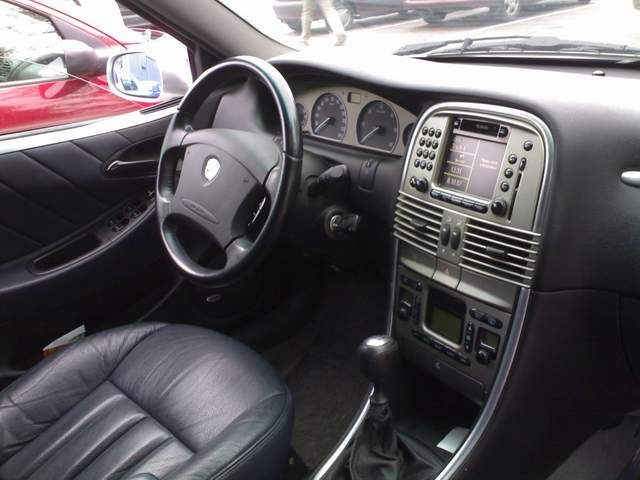
Інтер'єр Lancia Lybra Executive

#### Executive
У червні 2001 року лінійка комплектацій була розширена додаванням флагманської моделі «Executive».
Це додало до і так багатого наявного списку обладнання ще й підігрів сидінь, датчик дощу, дверні дзеркала з електроприводом, тоновані вікна, спеціальні 15-спицеві легкосплавні диски розміром 16″ та елементи керування стереосистемою на кермі, шкіряні сидіння (або алькантара),  супутникова навігація, GSM телефон, круїз-контроль, ксенонові фари та омивачі фар.
Версія Executive була доступна з двома двигунами: дизельним 2.4 JTD та бензиновим двадцятиклапанним 2.0.

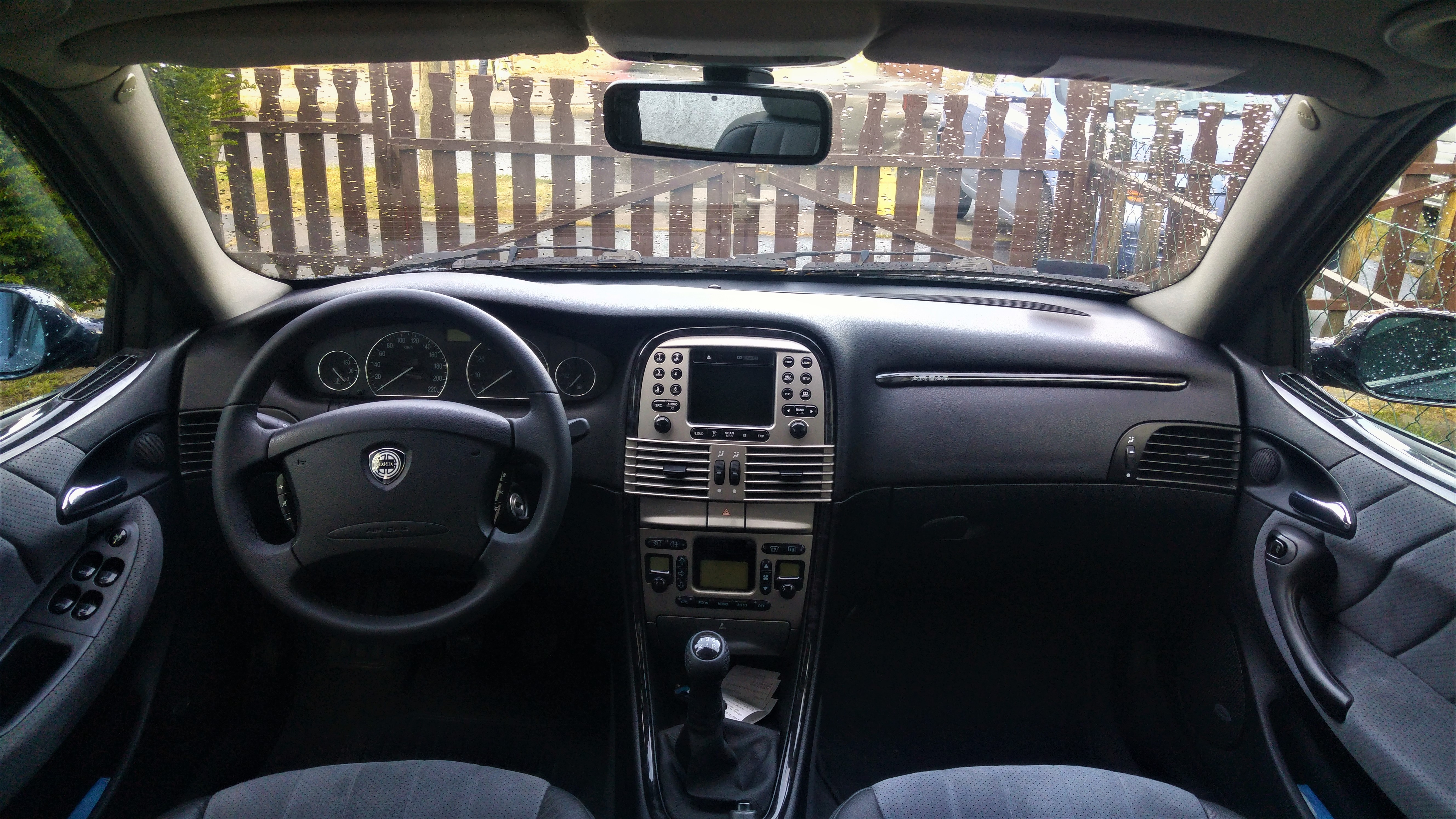
Інтер'єр Lancia Lybra Intensa

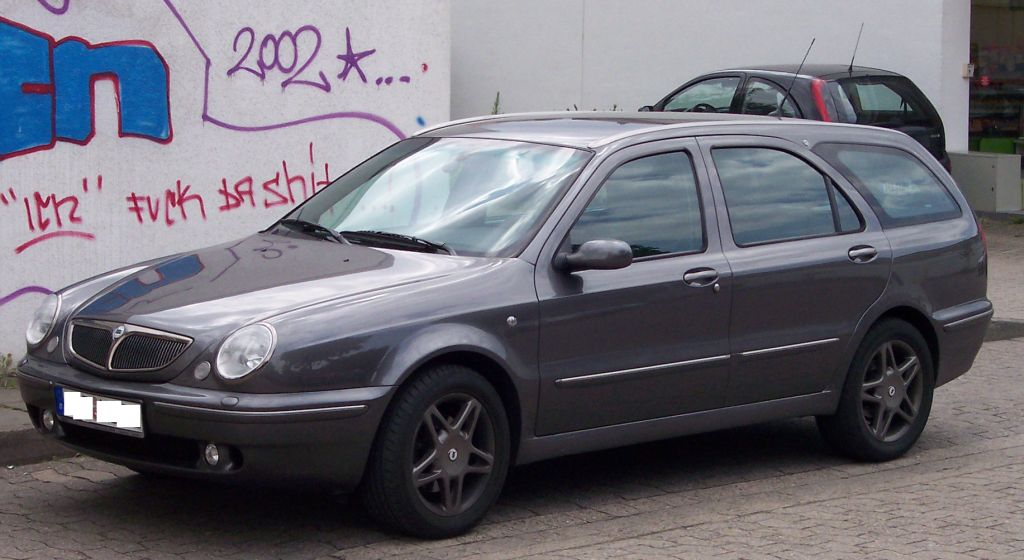
Lancia Lybra Intensa з колісними дисками "пентаграма"

#### Intensa

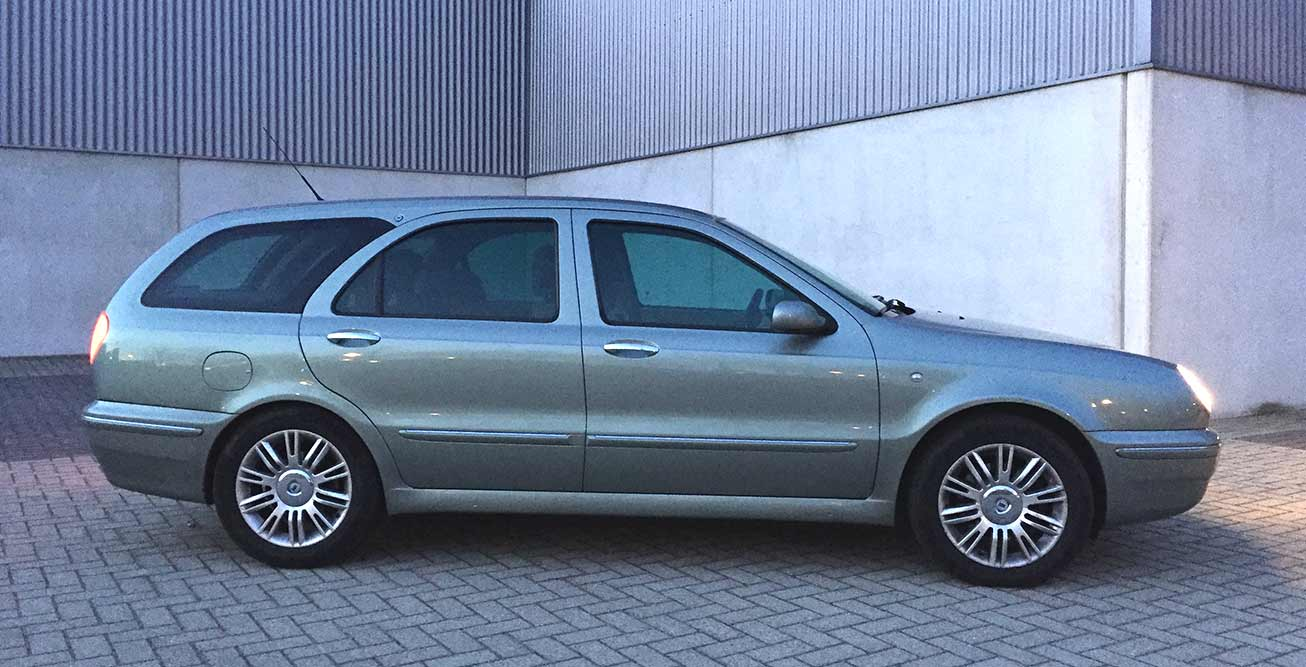
Lancia Lybra SW Emblema

У вересні 2002 року на автосалоні в Парижі (Франція) була представлена комплектація Intensa (роки виробництва 2002-2005). Зовні Lybra Intensa можна впізнати за деякими частинами, пофарбованими в сірий колір «Metalluro». До них відносяться дверні молдинги та ручки, молдинги бамперів та 16-дюймові легкосплавні диски з шинами 205/55. Молдинг даху універсала також має той самий відтінок. Інші деталі поліровані: це стосується передньої решітки радіатора, освітлення номерного знака, накладки на пороги, рамок покажчиків повороту та фар.
Lancia Lybra Intensa може поставлятися в наступних кольорах кузова: Fountain Grey, Nicole Blue, Elisa Grey, Elena Black, Luxor Black, Carmen Red.
Всередині Intensa має комбіновані матеріали: алькантарою «608/Anthracite Grey Alcantara» обтягнуті панелі дверей і центральна частина сидінь. Шкірою оздоблено: зовнішні частини сидінь, чехол і ручка важеля коробки передач (верхня рукоятка дерев’яна), кермо і руків'я ручного гальма. Рамки приладів і дверні ручки хромовані. Панелі, рамки дверей і лицьової панелі мають колір темного горіха. Фон приладів на панелі керування чорний. Також чорна нижня частина торпедо.
Встановлено аудіосистему Bose із 6 репродукторами та сабвуфером. Як опція доступне тонування вікон задньої частини автомобіля.
Версія Intensa була доступна як седан і універсал із трьома двигунами: дизельними 1,9 JTD потужністю 81 кВт (110 к.с.) і 2,4 JTD потужністю 110 кВт (150 к.с.), обидва з прямим уприскуванням Common Rail, а також бензиновим п'ятициліндровим двигуном 2.0 потужністю 110 кВт (150 к.с.). І тільки для Нідерландів була виготовлена версія з бензиновим двигуном 1,8.

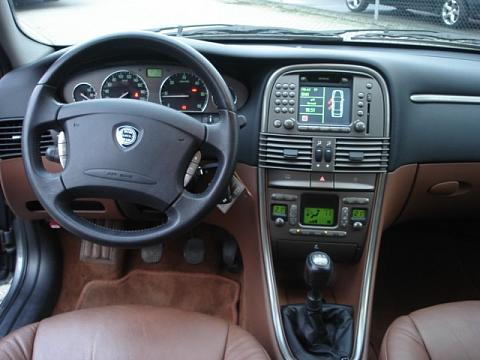
Інтер'єр Lancia Lybra 1.9 JTD SW Emblema

#### Emblema
В грудні 2002 року на 27 автосалоні в Болоньї (Італія) була представлена комплектація Emblema (роки виробництва 2003-2005), яка пропонує щедрий пакет стандартного обладнання: двозонний клімат-контроль, звукову систему Bose, передні подушки безпеки, бічні подушки та шторки, нові 16-дюймові легкосплавні диски. Плюс такі опції: супутникова навігаційна система, GSM-телефон, датчик дощу та запотівання, круїз-контроль, ABS з EBD (останній входить у стандартну комплектацію для версії 2.0 бензин і 2.4 JTD).
Автомобіль доступний як седан і універсал з трьома двигунами: дизельними 1,9 JTD потужністю 81 кВт (110 к.с.) і 2,4 JTD потужністю 110 кВт (150 к.с.), обидва з прямим уприскуванням Common Rail, а також бензиновим п'ятициліндровим двигуном 2.0 потужністю 110 кВт (150 к.с.). Клієнти також можуть вибрати зовнішній колір своєї Lybra Emblema з палітри, яка включає три різні відтінки сірого та ексклюзивний зелений Perugino. Як ексклюзивну опцію для версії універсал, можна замовити дах авто чорного кольору. Разом із замовленням тонування задньої частини автомобіля, це дає більше стилю зовнішності, а також додає почуття приватності пасажирам та приховує багажне відділення від сторонніх очей.
Всередині Lybra Emblema пропонує сидіння, оздоблені двокольоровою м’якою шкірою (стандартне обладнання в Італії) або алькантарою. В обох випадках вони мають абсолютно новий тютюновий колір. Той самий відтінок використовується і для килимків, оздоблення дверей і нижньої частини передньої панелі. Елементи інтер’єру (консоль, передні панелі та дверні молдинги) мають магнієвий ефект, який, створює приємний контраст із оздобленням. Рамки циферблатів панелі приладів та дверні ручки хромовані.

#### Protecta
Броньована версія  вироблялася на заводах FIAT в Репетті з 2002 року та коштувала 110000 євро. Її можна відрізнити лише по колісних дисках з 5 болтами, яких немає в інших версіях. Ця модель була спеціально виготовлена для потреб прокуратури та слідчих суддів Італії, хоча близько сотні з них також було експортовано до Німеччини.
Показники безпеки: куленепробивний кузов з гвинтівки та автомата Калашникова, витримує протипіхотну міну, має сертифікат безпеки проти падіння з висоти 3 метрів на тверду поверхню, стійкість до газових атак (повністю автономний спосіб функціонування клімат-контролю з кисневим балоном та повна газонепроникність), автоматичні вогнегасники.
В салоні автомобілю слід відзначити: подвійний замок зі спеціальним нижнім ключем для підвищеної безпеки; телефонний та радіозв'язок, камери та телевізори; система придушення радіо- та телесигналу; куленепробивні вікна; 16-дюймові колісні диски та куленепробивна гума.
Версія Protecta виготовлялася обмеженою серію під замовлення та могла комплектуватися трьома найпотужнішими двигунами: 2.4 20v бензин (170 к.с.), 1.9 JTD (135 к.с.) та 2.4 JTD (175 к.с.).